# All Shook Down
All Shook Down é o oitavo e último álbum de estúdio da banda de rock alternativo The Replacements, lançado em 1990 pela Sire Records. Foi produzido por Scott Litt.
| Críticas profissionais                                                      | Críticas profissionais |
| Avaliações da crítica                                                       | Avaliações da crítica  |
| Fonte                                                                       | Avaliação              |
| --------------------------------------------------------------------------- | ---------------------- |
| allmusic                                                                    | [ 2 ]                  |
| Esta tabela precisa de ser acompanhada por texto em prosa. Consulte o guia. |                        |

## Faixas
Todas as músicas escritas por Paul Westerberg, exceto as indicadas.
1. "Merry Go Round" – 3:29
2. "One Wink at a Time" – 3:02
3. "Nobody" – 3:06
4. "Bent Out of Shape" – 3:42
5. "Sadly Beautiful" – 3:09
6. "Someone Take the Wheel" – 3:37
7. "When It Began" – 3:07
8. "All Shook Down" – 3:16
9. "Attitude" – 2:43
10. "Happy Town" – 2:54
11. "Torture" – 1:51
12. "My Little Problem" – 4:09
13. "The Last" – 2:54

Faixas bonus da reedição de 2008 (CD)
1. "When It Began" (Demo) - 2:47
2. "Kissin' In Action" (Demo) - 2:27
3. "Someone Take the Wheel" (Demo) – 3:37
4. "Attitude" (Demo Version) – 2:54
5. "Happy Town" (Demo) – 2:40
6. "Tiny Paper Plane" (Demo) - 2:08
7. "Sadly Beautiful" (Demo) – 3:15
8. "My Little Problem" (Versão Alternativa) – 3:39
9. "Ought To Get Love" - 3:04
10. "Satellite" (Tommy Stinson) - 3:39
11. "Kissin' In Action" - 3:35

- As faixas 14-20 são demos de estúdio.
- A faixa 21 é uma gravação alternativa.
- As faixas 22-24 são do EP proporcional "Don't Sell or Buy, It's Crap".

## Créditos
- Steve Berlin, Paul Berry: Engenharia de som
- Michael Blair, John Cale, Kim Champagne: Direção de Arte
- Charley Drayton, Slim Dunlap, Jon Goldberger: Engenharia de som
- Abe Lincoln, Scott Litt: Produção, Engenharia de som, Mixagem
- Mauro Majellan, Stephen Marcussen: Masterização
- Chris Mars, Johnette Napolitano, Axel Niehaus, Clif Norrell: Engenharia de som
- Terry Reid, Dave Schramm, Ivy Skoff: Assistente de Produção
- Tommy Stinson, Benmont Tench, Paul Westerberg: Composição, Produção
- Michael Wilson: Fotografia